# Kanton Morlaix
Kanton Morlaix je francouzský kanton v departementu Finistère v regionu Bretaň. Jeho střediskem je město Morlaix. Dělí se na 4 obce.

## Obce
- Morlaix
- Plourin-lès-Morlaix
- Sainte-Sève
- Saint-Martin-des-Champs